# Championnat du Panama de football 1990
Navigation
Saison précédente Saison suivante
Le Championnat ANAPROF 1990 est la troisième édition de la première division panaméenne.
Lors de ce tournoi, le Tauro FC a tenté de conserver son titre de champion du Panama face aux neuf meilleurs clubs panaméens.
Seulement deux places étaient qualificatives pour la Coupe des champions de la CONCACAF.

## Les 10 clubs participants
| \| Panama City : Alianza FC Euro Kickers Panamá Viejo FC CD Plaza Amador Tauro FC CD Pan de Azúcar Panama City Deportivo La Previsora Independiente Santa Fe \| Localisation des clubs engagés dans le championnat. |
| Panama City : Alianza FC Euro Kickers Panamá Viejo FC CD Plaza Amador Tauro FC CD Pan de Azúcar Panama City Deportivo La Previsora Independiente Santa Fe                                                           |

| Club                   | Stade                              | Capacité          | Ville          |
| Alianza FC             | Stade inconnu                      | Capacité inconnue | Panama City    |
| Euro Kickers           | Stade Revolución Stade Javier Cruz | 32 000 2 500      | Panama City    |
| Independiente Santa Fe | Stade inconnu                      | Capacité inconnue | Santa Fe       |
| CD Pan de Azúcar (en)  | Stade Javier Cruz                  | 2 500             | San Miguelito  |
| Panamá Viejo FC        | Stade Revolución                   | 32 000            | Panamá Viejo   |
| Deportivo Perú AFC     | Stade inconnu                      | Capacité inconnue | Ville inconnue |
| CD Plaza Amador        | Stade Revolución                   | 32 000            | Panama City    |
| Deportivo La Previsora | Stade Matuna                       | 3 040             | La Chorrera    |
| Unión                  | Stade inconnu                      | Capacité inconnue | Ville inconnue |
| Tauro FC               | Stade Revolución                   | 32 000            | Panama City    |

## Bilan du tournoi
| Tableau d'Honneur        |                 |
| Compétition              | Vainqueur       |
| Championnat ANAPROF 1990 | CD Plaza Amador |

| Qualifications continentales 1990-1991 |                 |
| Coupe des champions de la CONCACAF     | Qualifiés       |
| Deuxième tour de qualification         | CD Plaza Amador |
| Premier tour de qualification          | Tauro FC        |

| Promotions et relégations |                                                 |
| Relégué en Primera A      | Independiente Santa Fe Unión Deportivo Perú AFC |
| Promu de Primera A        | Sporting de Colón                               |